# Tiago Chulapa
Tiago Oliveira de Souza, auch bekannt unter Tiago Chulapa (* 5. Februar 1988 in Curitiba), ist ein brasilianischer Fußballspieler.

## Karriere
Das Fußballspielen lernte Tiago Chulapa in den Jugendmannschaften von Paraná Clube und FC São Paulo. Seinen ersten Vertrag unterschrieb er 2007 bei Paraná Clube im Bundesstaat Paraná. Über die unterklassigen brasilianischen Vereine Rio Claro FC, Pato Branco EC, CA Juventus, Serrano Football Club, CA Guaçuano, Oeste FC, CA Bragantino, FC Treze, CA Sorocaba und Cuiabá EC wechselte er 2014 in den Oman, wo er sich dem Sur Sports Club aus Sur anschloss. Der Club spielte in der Oman Professional League. 2015 wechselte er zum Ligakonkurrenten al-Seeb Club nach Sib. 2017 verließ er den Oman und wechselte nach Thailand. Hier unterschrieb er einen Vertrag bei Ubon UMT United. Der Verein spielte in der höchsten Liga, der Thai League, und ist in Ubon Ratchathani beheimatet. Mitte 2017 wechselte er zum Zweitligisten Kasetsart FC nach Bangkok. Hier spielte er die Rückserie und schoss dabei elf Tore. 2018 ging er zum Ligakonkurrenten Lampang FC nach Lampang. Nach einem Jahr zog es ihn nach Rayong, wo er sich dem Zweitligisten Rayong FC anschloss. Mit dem Verein wurde er am Ende der Saison 2019 Tabellendritter und stieg somit in die Thai League auf. In 32 Spielen schoss er 19 Tore und wurde somit Torschützenkönig der Thai League 2. Mitte 2020 verließ er Rayong und schloss sich dem Zweitligisten Nongbua Pitchaya FC aus Nong Bua Lamphu an. Nach 12 Zweitligaspielen, in denen er sieben Tore schoss, wechselte er Anfang 2021 zum Erstligisten Police Tero FC nach Bangkok. Für Police absolvierte er neun Erstligaspiele. Zur Saison 2021/22 wechselte er zum Zweitligaaufsteiger Lamphun Warrior FC nach Lamphun. Zur Rückrunde 2021/22 verpflichtete ihn der ebenfalls in der zweiten Liga spielende Khon Kaen FC. Am Ende der Saison 2021/22 musste er mit Khon Kaen als Tabellenvorletzter in die dritte Liga absteigen. Nach dem Abstieg verließ er den Verein und schloss sich dem Drittligisten Mahasarakham FC an. Der Verein aus Maha Sarakham spielt in der North/Eastern Region der Liga. Nach drei Drittligaspielen wechselte er im Dezember 2022 zu seinem ehemaligen Verein Rayong FC. Die Saison 2023/24 wurde er mit Rayong Tabellendritter und qualifizierte sich somit für die Aufstiegsspiele zur ersten Liga. Hier konnte man sich gegen den Nakhon Si United FC durchsetzen und stieg in die erste Liga auf. Nach insgesamt 53 Ligaspielen, in denen er 34 Treffer erzielte, wurde sein Vertrag im Sommer 2024 nicht verlängert. Im Juli 2024 nahm ihn der Zweitligist Chanthaburi FC aus Chanthaburi unter Vertrag. Nach 32 Ligaspielen, in denen er 15 Treffer erzielte, wurde sein Vertrag im Sommer 2025 in Chanthaburi nicht verlängert. Im August 2025 unterschrieb er einen Vertrag beim Drittligisten Fleet FC. Mit dem Verein aus Sattahip spielt er in der Eastern Region der Liga.

## Erfolge
Paraná Clube
- Campeonato Paranaense: 2007 (2. Platz)

Pato Branco EC
- Campeonato Paranaense Série C: 2009

Oeste FC
- Série C: 2012

Cuiabá EC
- Campeonato Mato-Grossense: 2014

Sur Sports Club
- Sultan Qaboos Cup: 2014/2015 (2. Platz)

Rayong FC
- Thailändischer Zweitligameister: 2019  ▲

## Auszeichnungen
Thai League 2
- Torschützenkönig: 2019